# Fagnières
Fagnières település Franciaországban, Marne megyében. Lakosainak száma 4886 fő (2022. január 1.). Fagnières Châlons-en-Champagne, Compertrix, Recy, Saint-Gibrien, Saint-Martin-sur-le-Pré és Villers-le-Château községekkel határos.

## Népesség
A település népességének változása:
| Lakosok száma | 1319 | 3425 | 4949 | 4694 | 4604 | 4748 | 4834 | 4843 | 4868 | 4886 |
|               | 1968 | 1982 | 1990 | 2006 | 2013 | 2015 | 2017 | 2019 | 2020 | 2022 |